# Ribers ryst
Ribers ryst er en kirurgisk teknik, som benyttes i hjertekirurgi. 
Denne teknik bruges, hvis kanylering af højre side af hjertet er avanceret, og den må derfor kun udføres af højtspecialiseret personale.
| Lægevidenskab | Spire Denne artikel om lægevidenskab er en spire som bør udbygges. Du er velkommen til at hjælpe Wikipedia ved at udvide den. |